# Dispositif Alerte-Enlèvement
Pour les autres articles nationaux ou selon les autres juridictions, voir Alerte enlèvement.
Le dispositif Alerte-Enlèvement est un dispositif mis en place en France, en février 2006, sur le modèle de l'alerte AMBER aux États-Unis et au Canada. Ce dispositif permet de diffuser sur plusieurs canaux une alerte en cas d'enlèvement avéré de mineur.
Il repose sur une convention signée entre le ministère de la Justice et les principaux médias, les grandes entreprises de transport de voyageurs, les sociétés d'autoroutes, les ports, les aéroports et les associations de victimes.

## Historique
En 2002, Pierre Bellanger, fondateur et dirigeant de Skyrock, a découvert l'existence du système AMBER Alert, utilisé aux États-Unis. Il a aussitôt imaginé de le transposer en France. Au cours de ses démarches, Pierre Bellanger a rencontré Nicole Guedj, alors secrétaire d'État aux Droits des victimes, le 12 juillet 2004 afin de la sensibiliser à son projet de développer AMBER Alert en France. Cela permit d'organiser un voyage d'étude au Canada où le système était opérationnel, ainsi qu'un groupe de travail de faisabilité fin 2004. Cependant Nicole Guedj est ensuite appelée à d’autres fonctions et ne donne pas suite au projet. Le dossier va alors être repris par Valérie Pécresse, députée, à la suite d'une réunion publique le 10 octobre 2005 où Pierre Bellanger évoquait sa difficulté à imposer l'alerte AMBER. Cette dernière organisa une rencontre le 21 octobre 2005 avec Étienne Apaire, conseiller pour les affaires pénales et les victimes au cabinet du Garde des Sceaux, à la suite de laquelle le dispositif fut enfin mis sur les rails, notamment grâce au travail de Raphaël Balland et de Patrick Camberou, tous deux magistrats.
En termes de communication (numérique, création des visuels...) le projet est confié à Nolwenn Lopez responsable de la communication externe du Ministère de la justice et Sophie Chevallon, conseillère du ministre.[réf. souhaitée]
Enfin, le 28 février 2006, une convention visant à mettre en place un système d'alerte en cas d'enlèvement d'enfants est signée par le Garde des Sceaux de l'époque, Pascal Clément.

### Signataires
- Pascal Clément, Garde des Sceaux, ministre de la Justice
- Claude Guéant, directeur de cabinet, ministère de l'Intérieur
- Philippe Marland, directeur de cabinet, ministère de la Défense
- Didier Lallement, directeur de cabinet, ministère des Transports
- Patrick Raude, directeur du Développement des médias
- Dominique Baudis, président du Conseil supérieur de l'audiovisuel

Toutes les sociétés contactées ont accepté de signer :
- télévisions : TF1, France Télévisions, Groupe Canal+, LCI, M6, BFM TV ;
- radios : groupe Vinci concessions (Radio Vinci Autoroutes), Europe 1, groupe NextRadio (RMC, BFM), NRJ, Radio France, groupe RTL (RTL, RTL2 et Fun Radio), Skyrock ;
- agence de presse : AFP ;
- transports ferroviaires : RATP, SNCF ;
- transports routiers et autoroutes : APRR, AREA, ASF, ASFA, ATMB, Cofiroute, Eiffage, ESCOTA, SANEF, SAPN, SFTRF (Tunnel routier du Fréjus), SMTPC ;
- associations : Fondation pour l'enfance, INAVEM ;
- commission Finance et Patrimoine du CCIH ;
- opérateurs télécoms : SFR, Bouygues Telecom ;
- Divers : FDJ.

## Déclenchement et émission du message d'alerte
Le dispositif est déclenché par décision du procureur de la République après concertation avec les enquêteurs, et après information du procureur général près la cour d'appel et de la direction des affaires criminelles et des grâces du ministère de la Justice. L'alerte est lancée soit par la direction centrale de la Police judiciaire, soit par la gendarmerie nationale, soit par la préfecture de police, qui envoie le message d'alerte aux différents médias et espaces publics.

### Critères de déclenchement
Il y a quatre critères :
- l'enlèvement doit être avéré (les fugues ou disparitions sont écartées) ;
- l'intégrité physique ou la vie de la victime est en danger ;
- des éléments d'informations permettent de localiser l'enfant ou le suspect ;
- la victime est mineure.

Le procureur informe les responsables légaux de la victime, et leur accord est nécessaire au déclenchement de l'alerte.

### Le message d'alerte
Les signataires de la convention s'engagent à diffuser des messages sur leurs moyens de communication durant trois heures à compter du déclenchement de l'opération. Au bout des trois heures, la diffusion des messages n'est plus obligatoire, il relève alors d'un choix rédactionnel. En plus des messages obligatoires, les sociétés signataires possédant un service d'informations peuvent continuer à couvrir l'enlèvement.
Les signataires sont aussi tenus de diffuser un message signalant la découverte éventuelle de l'enfant avant le terme des trois heures.
Le message d'alerte doit être simple, précis, solennel, validé par le magistrat ayant ordonné son déclenchement, il a dans sa forme un certain nombre de contraintes légales :
- Une légitimité : les messages doivent clairement être identifiés comme provenant d'une entité légale. À ce titre, chaque message est soumis à des chartes graphique et sonore strictes : un bruit de sirène, présence de Marianne, voix grave (en l'occurrence, celle de Patrick Floersheim, jusqu'à sa mort en 2016) ; ils sont par ailleurs tenus de commencer par les mots « ALERTE ENLÈVEMENT ».
- Une sécurité : le message doit reprendre une formule incitant les témoins éventuels à la prudence. Même si le message en lui-même n'est pas fixé, il doit inviter à ne pas intervenir soi-même, mais à appeler un numéro de téléphone donné (voire une adresse de courrier électronique).

## Dates de déclenchement
Depuis la création du dispositif en février 2006 jusqu'en 2024, trente-quatre alertes ont été diffusées : trente-deux en France métropolitaine et deux en DOM-TOM 
| Date                                     | Personnes recherchées                                                           | Lieu de l’enlèvement                                            | Contexte | Dénouement                           | Source |
| ---------------------------------------- | ------------------------------------------------------------------------------- | --------------------------------------------------------------- | --- | ------------------------------------ | ------ |
| 9 juillet 2006 à 11 heures               | deux sœurs de 8 et 10 ans                                                       | Bouillé-Ménard (Maine-et-Loire)                                 | Il s'agit d'une fausse alerte, la mère des fillettes avait autorisé une dame à les héberger, mais elle avait oublié car elle était ivre ; une enfant avait témoigné qu'un homme avait enlevé les sœurs contre leur gré avant de se rétracter ; les deux fillettes ont été ramenées à leur domicile le lendemain de leur disparition. | Retrouvées                           | [ 5 ]  |
| 11 janvier 2007, le matin                | un garçon de 11 ans et de sa sœur de 8 ans                                      | Porcheville (Yvelines)                                          | Disparus la veille, les deux enfants sont retrouvés ce même jour dans un centre commercial de Limay (Yvelines) grâce aux indications d'une automobiliste. Les enfants s'étaient égarés en compagnie de leur voisin âgé de 27 ans, légèrement handicapé mentalement, avec qui ils jouaient. | Retrouvés                            | [ 6 ]  |
| 13 janvier 2007, vers 1 heure du matin   | Bilel, un bébé âgé de 15 jours                                                  | hôpital de Montfermeil (Seine-Saint-Denis)                      | Un bébé est enlevé la veille vers 12 h 30. Expirant automatiquement au bout d'une durée de 3 heures, le plan est de nouveau lancé à 9 heures . Le bébé et sa ravisseuse âgée de 12 ans sont retrouvés le jour même dans une rame du RER C en gare de Brétigny-sur-Orge. | Retrouvé                             | [ 7 ]  |
| 5 août 2007                              | Alexandre, un garçon de 12 ans                                                  | Saint-Denis (La Réunion)                                        | À la Réunion, après la disparition d’un enfant enlevé par un commando armé. L'enfant est retrouvé plusieurs heures plus tard. | Retrouvé                             | [ 8 ]  |
| 15 août 2007, vers 22 heures             | Enis, un enfant âgé de 5 ans                                                    | Roubaix (Nord)                                                  | L'enfant est retrouvé séquestré et violé le lendemain dans un box fermé à Roubaix. | Retrouvé                             | [ 9 ]  |
| 21 février 2008                          | un nourrisson d'un mois                                                         | Seine-Saint-Denis                                               | L'enfant est retrouvé le même jour et le ravisseur interpellé. | Retrouvé                             | [ 10 ] |
| 12 mars 2008                             | Raphaël, un enfant âgé de 9 ans                                                 | Nantes (Loire-Atlantique)                                       | L'alerte a été déclenchée mais l'enfant, qui était allé au cinéma, a été retrouvé dans la nuit avant sa diffusion. | Retrouvé                             | [ 11 ] |
| 9 décembre 2008                          | Diango, un nouveau-né                                                           | Orthez (Pyrénées-Atlantiques)                                   | Le bébé est retrouvé le lendemain à Billère grâce à l'appel du frère de la ravisseuse. | Retrouvé                             | [ 12 ] |
| 20 mars 2009                             | Élise, une petite fille de 3 ans et demi                                        | Arles (Bouches-du-Rhône)                                        | Elle est retrouvée le 13 avril 2009 par la police hongroise alors que sa mère franco-russe tentait de passer la frontière ukrainienne. Son enlèvement avait été commandité par sa mère, qui n'avait plus la garde, auprès de deux Russes non identifiés ; elle a écopé de 2 ans de prison avec sursis. Avec une durée de 570 heures, il s'agit de l'alerte la plus longue et elle représente 66 % du temps cumulé des alertes (au 19 octobre 2016). | Retrouvée après la levée de l'alerte | [ 14 ] |
| 16 février 2010                          | Ibrahima, un petit garçon de 18 mois                                            | Fontenay-sous-Bois (Val-de-Marne)                               | L'enfant est retrouvé en fin de soirée sain et sauf, en compagnie de son père, qui n'avait plus la garde de l'enfant, mais un simple droit de visite. Celui-ci avoue être l'auteur de l'enlèvement de l'enfant et de l'assassinat de la mère d'Ibrahima. | Retrouvé                             | [ 15 ] |
| 18 septembre 2011, vers 16 h 30          | Charline, 12 ans et de sa petite sœur Julie, 10 ans                             | La Flèche (Sarthe)                                              | Les fillettes sont retrouvées en début de soirée et ramenées à la gendarmerie de La Flèche. En 2013, le couple de ravisseurs a été condamné pour enlèvement et séquestration, ainsi que pour « administration de substances nuisibles ». | Retrouvées                           | [ 18 ] |
| 28 août 2012                             | un nourrisson                                                                   | Hôpital Saint-Joseph de Marseille                               | Il est retrouvé sain et sauf en fin de matinée, 40 minutes après le déclenchement du dispositif. Les parents de la ravisseuse ont appelé les services de police après déclenchement de l'alerte. | Retrouvé                             | [ 20 ] |
| 19 décembre 2012                         | un bébé de deux jours                                                           | Maternité Régionale Universitaire de Nancy (Meurthe-et-Moselle) | Le bébé est retrouvé le soir même sain et sauf à Vandœuvre-lès-Nancy. | Retrouvé                             | [ 21 ] |
| 18 avril 2014                            | un bébé de quatre mois et demi                                                  | Centre maternel de Nancy (Meurthe-et-Moselle)                   | Il est retrouvé sain et sauf en Moselle 26 heures plus tard. | Retrouvé                             | [ 23 ] |
| 23 avril 2015, à 20 h 50                 | Bérényss, une fillette de sept ans                                              | Sancy (Meurthe-et-Moselle)                                      | Elle est retrouvée deux heures plus tard dans les Ardennes,. Le 23 février 2016, le ravisseur est condamné à cinq ans de prison et à 19 000 € d'amende pour « enlèvement et séquestration ». | Retrouvée                            | [ 27 ] |
| 16 août 2015                             | Rifki, un garçon de quatre ans                                                  | Place de la Mairie, à Rennes (Ille-et-Vilaine)                  | Le rapt de l'enfant aurait eu lieu la veille, le 15 août 2015, aux alentours de 14 heures. Il a été retrouvé sain et sauf à Libourne, en Gironde. Son ravisseur avait déjà été impliqué dans une affaire d'attouchements sexuels sur mineur. | Retrouvé                             | [ 29 ] |
| 29 mai 2016, à 19 h 30                   | trois enfants, frères et sœurs âgés de 5 à 10 ans, prénommés Joris, Jad et Alia | Pontcharra-sur-Turdine (Rhône)                                  | Après la « mort violente » de leur mère dans la matinée, les trois enfants et leur père, soupçonné du meurtre, de son ex-compagne, sont recherchés. Le père, âgé de 45 ans, qui transportait ses 3 enfants en voiture, s'est rendu et les enfants sont retrouvés sains et saufs, peu de temps après l'alerte. Le père a reconnu avoir tué sa femme mais n'est pas poursuivi pour enlèvement. | Retrouvés                            | ,      |
| 6 juillet 2016 à 10 h 30                 | Louane, une fillette de 4 ans                                                   | L'Isle-d'Abeau (Isère)                                          | Le dispositif est activé en milieu d'après-midi et suspendu quelques minutes plus tard à la suite de la récupération de l'enfant indemne et l'interpellation de son oncle et d'un complice. | Retrouvée                            | [ 33 ] |
| 19 août 2016 entre 0 et 4 heures         | Nathaël, un jeune garçon de 9 ans                                               | Romenay (Saône-et-Loire)                                        | Le suspect était son père, âgé de 48 ans, susceptible de se rendre dans le sud de la France. Le dispositif a été lancé dans la soirée. Nathaël a été retrouvé le lendemain sain et sauf avec son père par la brigade d'Avignon à la suite de plusieurs témoignages. Le père n'avait plus la garde à la suite d'un précédent enlèvement pendant deux mois. | Retrouvé                             | [ 35 ] |
| 18 octobre 2016                          | Djenah, âgée de 4 mois                                                          | Grenoble (Isère)                                                | La fillette a été enlevée par son père dans le foyer pour femmes battues où se trouvait la mère. La première formulation de l'alerte, parlant de « race noire » fait polémique. La petite fille a été retrouvée le lendemain en bonne santé, après la reddition de son père à la police. Il a été condamné à 6 mois de prison ferme pour violences conjugales mais pas pour enlèvement. | Retrouvé                             | [ 37 ] |
| 29 mars 2017 vers 14 heures              | Vicente, 5 ans                                                                  | Clermont-Ferrand (Puy-de-Dôme)                                  | Le jeune Vicente est enlevé par son père, Jason Lopez devant un camp pour les gens du voyage sédentarisés. Ils circuleraient dans une berline Mercedes ou BMW immatriculée dans le département du Puy-de-Dôme (63). Le dispositif est levé avant que l'enfant ne soit retrouvé. Jason Lopez a finalement été arrêté le 5 mai 2017 et l'enfant a été retrouvé. | Retrouvé après la levée de l'alerte  | [ 39 ] |
| 24 juin 2017, vers 5 h 30                | Adam, jeune de cinq ans                                                         | Melun (Seine-et-Marne)                                          | Le dispositif a été déclenché pour retrouver l'enfant enlevé par son père. Deux heures après le déclenchement, le père a ramené l'enfant au domicile de la grand-mère dans une commune proche de Melun. Le père âgé de 35 ans présente des « troubles psychologiques » selon les sources judiciaires. | Retrouvé                             | [ 40 ] |
| 6 janvier 2018                           | un bébé de 2 mois                                                               | Hôpital Purpan de Toulouse (Haute-Garonne)                      | L'alerte est déclenchée à la suite de l’enlèvement, la veille au soir, d'un bébé par son père à l'hôpital, alors qu'il souffre « d'une pathologie grave ». Après plus de 24 heures de disparition, le nourrisson est retrouvé vivant sans dégradation de son état de santé au moment de son hospitalisation. Ce dernier a été retrouvé à Belcaire dans l'Aude, près de Carcassonne, son père ainsi que son oncle complice du rapt ont été interpellés. | Retrouvé                             | [ 41 ] |
| 5 mai 2019, vers 22 h 50                 | Osnachi, garçon de 2 ans et 4 mois                                              | Marseille (Bouches-du-Rhône)                                    | L'enfant est signalé enlevé par un homme d'environ 35 ans mesurant 1,80 m dans le quartier de la Cannebière. Les faits se seraient déroulés vers 12 h 40. Il a été retrouvé avec son ravisseur dans un hôtel à Valence vers 1 heure du matin le lendemain après que le veilleur de nuit de l’hôtel a donné l’alerte. | Retrouvé                             | [ 42 ] |
| 8 février 2020 à 23 heures               | Vanille, une fillette âgée d'1 an                                               | Angers (Maine-et-Loire)                                         | Le plan est déclenché après l’enlèvement de la fillette par sa mère Nathalie, âgée de 40 ans, le 7 février vers 17 h 30. Sa mère est retrouvée dans un hôtel le 9 février. Quelques heures plus tard, le procureur de la République d'Angers annonce que la fillette a été retrouvée morte, dans une benne à vêtements, et que sa mère a reconnu l'avoir tuée. C'est la première fois, depuis le lancement du dispositif Alerte-Enlèvement en France, que l'enfant enlevé est retrouvé mort. | Retrouvée décédée                    | ,      |
| 13 avril 2021, vers 21 heures            | Mia, une fillette âgée de 8 ans                                                 | Les Poulières (Vosges)                                          | Le plan est déclenché après l'enlèvement d'une fillette par trois hommes vers 11 h 30 le matin même. Deux des trois hommes sont âgés de 25 à 35 ans et le troisième de 45 à 50 ans. Ils seraient proches de Rémy Daillet. La fillette pourrait aussi être accompagnée de sa mère Lola, âgée de 28 ans, qui n'a pas le droit de la voir seule. En toute fin de soirée, aux alentours de 0 h 40, sur décision du parquet d'Épinal, l'alerte enlèvement est levée, sans pour autant que la fillette ne soit retrouvée,. Par la suite, la mère et la fillette sont retrouvées saines et sauves dans un squat en Suisse le 18 avril. | Retrouvée après la levée de l'alerte | ,      |
| 31 juillet 2021 vers 7 heures            | Dewi, un garçon de 8 ans                                                        | Lannion (Côtes-d'Armor)                                         | Le plan Alerte enlèvement a été déclenché samedi 31 juillet pour retrouver Dewi, un garçon de huit ans, porté disparu depuis vendredi 30 juillet. L'enfant a été enlevé la veille à Lannion (Côtes-d'Armor) « vers 11 h 15, par son père qui ne peut le voir seul », précise l'alerte du ministère de la Justice. Les autorités publient les photos du père et du fils, âgé sur la photographie de 4 ans. Dewi et son père ont été retrouvés sains et saufs le jour même. | Retrouvé                             | [ 49 ] |
| 18 décembre 2021 à 5 h 45                | Hamza, un garçon de 12 ans                                                      | Fouquières-lès-Lens (Pas de Calais)                             | Le plan est déclenché après l'enlèvement d'un garçon par son père la veille vers 19 h 30. Le père, principal suspect chercherait à quitter l'Union Européenne avec son fils alors qu'il lui est interdit de l'emmener à l'étranger. Hamza a été retrouvé le jour-même, sain et sauf, chez sa tante. Son père a été interpellé. | Retrouvé                             | [ 50 ] |
| 9 décembre 2022 à 15 h 45 (heure locale) | Tayana, une fillette de 13 mois.                                                | Matoury (Guyane)                                                | Le plan est déclenché en Guyane après l'enlèvement d'une fillette de 13 mois par sa mère âgée de 18 ans au sein des locaux de l'aide sociale à l'enfance de Matoury. Elle aurait pris la fuite au sein d'un véhicule blanc à faible capacité conduit par un homme. Elle serait susceptible de se rendre au Suriname ou en Guyana. L'enfant a été retrouvé le 14 décembre et la mère placée en garde à vue. | Retrouvée                            | [ 51 ] |
| 25 mai 2023 vers 21 h 25                 | Eya, une fillette de 10 ans                                                     | Fontaine (Isère)                                                | Le plan est déclenché après l'enlèvement d'une fillette de 10 ans, kidnappée de manière violente devant son école où sa mère, elle, est aussi agressée. Les services de polices d'Europe et de Tunisie sont alors à la recherche de deux suspects : le père de la jeune fille, un ressortissant de nationalité tunisienne et suédoise ainsi que d'un homme cagoulé, complice du père. L'enfant a été retrouvé le 26 mai au Danemark, le père et son complice ont été interpellés alors que des mandats d'arrêts européens avait été émis quelques heures plus tôt.                                                              | Retrouvée après la levée de l'alerte | ,      |
| 7 juin 2023 vers 23 heures               | Malek, une fillette de 8 ans                                                    | Dunkerque (Nord)                                                | Le dispositif est déclenché après l'enlèvement d'une fille par son père la nuit précédente à Dunkerque. Le jour même, la compagne du père est retrouvée morte par strangulation à son domicile en présence de ses trois enfants de 7 ans, 2 ans et 7 mois, retrouvés vivants. Quelques jours plus tôt, la police était intervenue au domicile du couple pour une dispute qui n'avait « pas été jugée alarmante ». L'enfant a été retrouvé le lendemain en Italie après la levée de l'alerte. | Retrouvée après la levée de l'alerte | ,      |
| 19 janvier 2024 vers 17 heures           | Neilylah, fillette d’un mois                                                    | Meaux (Seine-et-Marne)                                          | Le dispositif est déclenché après l'enlèvement d'une fille par sa mère la nuit précédente au centre hospitalier de Meaux. | Retrouvée                            | [ 57 ] |
| 12 juillet 2024 vers 21 h 30             | Celya, fillette de 6 ans                                                        | Saint-Martin-de-l'If (Seine-Maritime)                           | Le dispositif est déclenché après l'enlèvement d'une fille par le compagnon de sa mère. Quelques heures plus tard, le parquet de Rouen met fin à l'alerte enlèvement après que le corps sans vie de Célya a été retrouvé. | Retrouvée décédée                    | [ 58 ] |
| 22 octobre 2024 vers 8 heures            | Santiago, bébé de 17 jours                                                      | Hôpital d'Aulnay-sous-Bois (Seine-Saint-Denis)                  | Le dispositif est déclenché après l'enlèvement d'un garçon prématuré dans une maternité. Le garçon est retrouvé vivant avec ses parents dans un hôtel des Pays-Bas 3 jours plus tard après la levée de l'alerte. | Retrouvé après la levée de l'alerte  | ,      |
| 20 janvier 2025 vers 20 heures           | Mohammed un garçon de 5 ans et Nassim un garçon de 3 ans                        | Fourmies (Nord)                                                 | Les garçons, enlevés à Fourmies le 20 janvier 2025 vers 13 h 10, ont été retrouvés en bonne santé en début de soirée, peu avant 21 h, à Beuvrages (Nord). Leur père, principal suspect dans l'enlèvement, a été interpelé. | Retrouvés                            | ,      |

### Disparition notable sans déclenchement de l’alerte
- Maëlys de Araujo, 8 ans et demi, disparue le dimanche 27 août 2017 vers 3 heures du matin lors d'un mariage au Pont-de-Beauvoisin. L'alerte n'a pas été déclenchée car, lors de la constatation de la disparition, les forces de l'ordre n'avaient pas d’indices laissant à penser qu’il s'agissait d'un enlèvement[64],[65]. La petite fille est signalée (photo) sous forme d'avis de disparition inquiétante, aucun suspect n'est signalé (aucun portrait-robot). Une semaine plus tard, un homme de 34 ans présent au mariage est interpellé et écroué, des traces ADN de l'enfant ayant été trouvées dans son véhicule[66],[67].

## Diffusion du message

### Pour les agences de presse
Les agences de presse sont tenues de diffuser immédiatement une dépêche sous forme « d'urgent » informant du déclenchement du dispositif. La présence entière du message n'est que facultative.
Bien que dispensée de la présence de Marianne, la dépêche doit, dans sa formulation, ne laisser aucune ambiguïté sur le fait que le message est officiel et diffusé à la demande des pouvoirs publics.

### À la télévision
Dès que possible, les chaînes de télévision doivent mettre en place toutes les quinze minutes un bandeau avec le message intégral de l'alerte, sans ajout ni retrait, et ajouter ce message sur leur site Internet.
Dès la diffusion d'une photo, les chaînes s'engagent à placer un carton plein écran entre leurs programmes. Il reprend l'intégralité du message, plus les photos.
La charte graphique de ce bandeau et de cet écran est réglementée via des masques communiqués par le ministère de la Justice.
Les chaînes régionales (ou nationales effectuant des décrochages régionaux) sont invitées à diffuser plus fréquemment le message dans la zone concernée.

### À la radio
Dès réception de la dépêche AFP réglementaire, les stations doivent diffuser toutes les quinze minutes un message avec le texte intégral de l'alerte, sans ajout ni retrait, et ajouter ce message sur leur site Internet.
Les stations régionales (ou nationales effectuant des décrochages régionaux) sont invitées à diffuser plus fréquemment le message dans la zone concernée.

### Sur le réseau routier
Il est impossible de marquer le message sur les panneaux à messages variables sur les autoroutes :
- le nombre de caractères est techniquement limité, insuffisant pour transmettre un message en entier (avec description de l'enfant, numéro d'appel, etc.).
- un message aussi long serait une atteinte à la sécurité, l'attention de l'automobiliste étant alors détournée de la route vers les panneaux.

La solution choisie consiste donc à ne mettre qu'un message court invitant l'automobiliste à allumer sa radio. Les messages sont réglementés :
- sur Radio Vinci Autoroutes (appartenant au même groupe, Vinci concessions) si l'autoroute est couverte ; message réglementaire : « ALERTE ENLÈVEMENT : écoutez 107.7 » ;
- sur un autre réseau (non couvert par r107.7), message réglementaire : « ALERTE ENLÈVEMENT : écoutez radio ».

Le message diffusé sur Radio Vinci Autoroutes répond aux mêmes contraintes que celui diffusé sur les autres radios.

### Dans les gares
À l'image du réseau routier, les systèmes d'affichage des gares ne sont pas conçus pour diffuser des messages d'alerte enlèvement. C'est pourquoi la convention énonce la diffusion du message d'alerte « dans les canaux d'information qui le permettent » :
- Priorité est donnée aux messages d'urgence ou liés à la difficulté éventuelle du trafic.
- Il est autorisé d'afficher uniquement le message condensé réglementaire « ALERTE ENLÈVEMENT D'ENFANT : ÉCOUTEZ VOTRE RADIO ».

Sur un plan sonore, le message doit être diffusé toutes les quinze minutes durant toute la durée du plan.
Les sociétés de transport sont aussi invitées à reprendre l'alerte sur leur site Internet.

### Sur Internet
Dès 2007, et afin de développer l'extension du dispositif Alerte-Enlèvement sur Internet, Pierre Bellanger a mis en place une procédure informatisée immédiate d'insertion des alertes sur les 33,5 millions de blogs de Skyrock.com. L'issue de ces tests ayant été positive, Skyrock collabore en tant que pilote avec le Ministère de la Justice dès novembre 2009 pour la mise en place de flux RSS de bascule automatique des alertes sur Internet.
La convention est officiellement étendue par le Ministère de la Justice le 20 avril 2010 par l'ajout de l'article 9-8 à la convention Alerte Enlèvement signée par la Fondation Casques Rouges, la Française des jeux, Bluefox, Blogspirit, Bouygues Telecom, France Télévisions, Free, Le Monde, Newsweb, Orange, Prisma Presse, Rue89, Silicon Sentier, Skyrock, TF1, Radio Classique.
La Fondation Casques Rouges a, par ailleurs, publié une application sur le magasin d'applications App Store d'Apple, destinée à l'iPhone et à l'iPod touch. Cette application informe en instantané les utilisateurs du déclenchement d'une alerte, et ils peuvent grâce à celle-ci consulter le signalement de l'enfant enlevé, puis participer aux recherches en témoignant par téléphone ou par courriel.
Depuis 2010, le dispositif s'est étendu via les nouvelles technologies de l'information et de la communication avec le lancement d'une application pour smartphone ; de nouveaux partenariats avec les sites Internet à fort taux d'audience et les sites d'associations de victimes et d’aide aux victimes ; mais également via Facebook après contrat signé le 04 octobre 2011 avec le Ministère de la Justice.

### Autres supports
La Française des jeux (via ses bornes publicitaires) et les réseaux de panneaux d'affichage urbains (centres commerciaux notamment) sont mobilisés pour diffuser instantanément les messages d’alerte.